# Tre paperelle
Tre paperelle è un singolo del rapper italiano J-Ax, pubblicato il 20 marzo 2009 come secondo estratto dal secondo album in studio Rap n' Roll.

## Descrizione
Il testo e la musica di Tre paperelle sono stati prodotti dallo stesso J-Ax, con l'arrangiamento di Guido Style. Il brano vede la partecipazione vocale di Irene Viboras, cantante del gruppo Viboras.

## Video musicale
Il video, diretto da Gaetano Morbioli, è stato reso disponibile il 20 marzo 2009.